# 深谷
在行星体系命名法中，深谷（chasma，复数：chasmata）也称峡谷是一道深邃狭长，两侧陡峭的洼地或凹陷地带。截至2020年，国际天文学联合会已在太阳系的金星（63个）、火星（25个）、土星的卫星土卫一（6个）、土卫三（2个）、土卫四（8个）和土卫五（5个）、天王星的卫星天卫一（7个）、天卫三（2个）和天卫四（1个）以及冥王星的卫星卡戎（3个）。

## 火星
下面是火星上一些主要峡谷的照片，地图显示了它们的相对位置。

### 内部层状沉积物和硫酸盐
坎多耳峡谷的部分地面含有层状沉积物，被称为内部层状沉积物（ILD）。这些沉积层可能是在整个地区是一座巨大湖泊时形成的。火星上的一些地方含有水合硫酸盐沉积物，而硫酸盐的形成涉及到水的存在。欧洲空间局的火星快车号发现了可能存在 七水镁矾和水镁矾的证据。科学家们希望使用机器人探测车来探访这些地区。

### 分层
峡谷崖壁中的岩石图像几乎总显示出分层，有些岩层看上去比其他层更坚固。在下面高分辨率成像科学设备所显示的恒河峡谷崖层图像中，可看到上部浅色沉积物的侵蚀速度比下部较暗层快得多。火星上的一些峭壁常有较暗的岩层，它们很显眼，并常会碎裂成大块。这些被认为是坚硬的火山岩，而非疏松的灰状沉积物。火星全球探勘者号拍摄的科普剌塔斯峡谷崖壁层的照片，显示了一则坚硬岩层的示例。 由于靠近塔尔西斯火山区，岩层可能由一层层的熔岩流迭加而成，并与大喷发后从空气中飘落的火山灰沉积物混合在一起，崖壁中的岩层很可能保存了火星悠久的地质史。深色层可能是由于黑色熔岩流所造成，黑色玄武质火山岩在火星上很常见。然而，浅色沉积物则可能来自河流、湖泊、火山灰或风吹刮的沙尘或尘埃沉积物。火星漫游车发现了浅色岩石中含有硫酸盐，硫酸盐沉积物可能是在水中形成的，这引起了科学家们的极大关注，因为它们可能含有古代生命的痕迹。

### 赫柏峡谷和水合沉积物
赫柏峡谷是一道封闭的大山谷，可能曾经拥有过水源，在那里发现了水合矿物。据认为，大型地下泉水会在不同时期涌出地表，形成浅色堆积层（LTD's）。一些观点认为，由于沉积物相对年轻，因此，在那里可能会找到现存或化石生命形式。

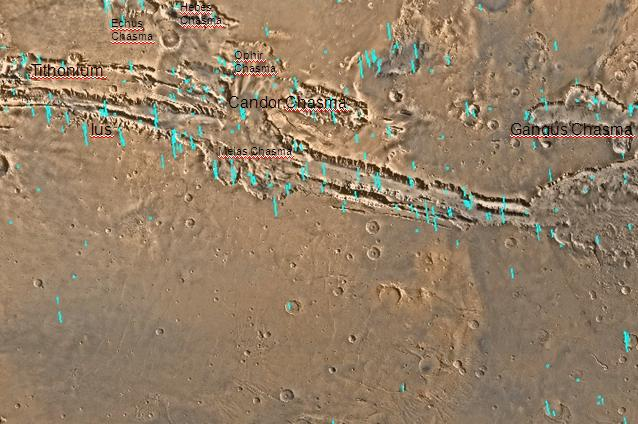
科普剌塔斯四方格地图显示了太阳系中最大峡谷系统水手号谷的详细信息，一些峡谷可能曾经注满了水。该图显示了一些主要峡谷的位置。
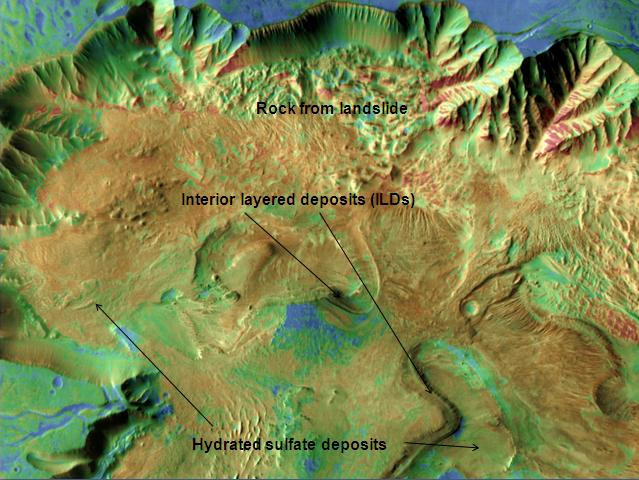
热辐射成像系统拍摄的坎多耳峡谷伪色图显示了水合硫酸盐矿床的位置，红色显示岩石区，绿色和蓝色则显示沙质、布满尘土的区域。
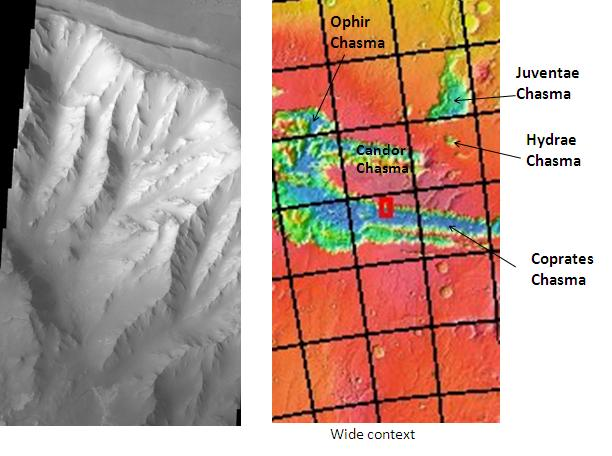
高分辨率成像科学设备显示的米拉斯峡谷，点击图像以查看米拉斯峡谷与其他特征的关系。
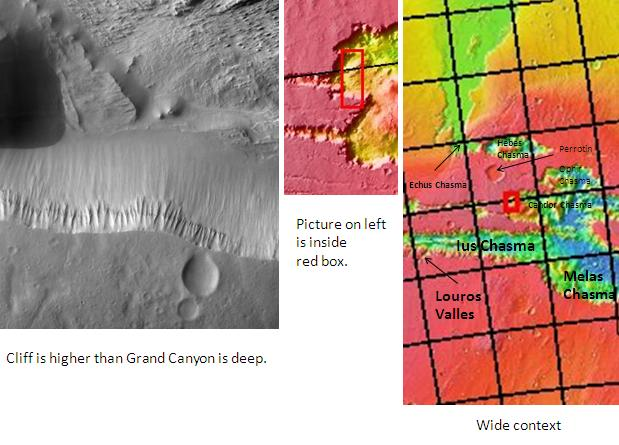
热辐射成像系统显示的坎多耳峡谷台地峭壁，单击图像可查看与科普剌塔斯区中其他特征的关系。
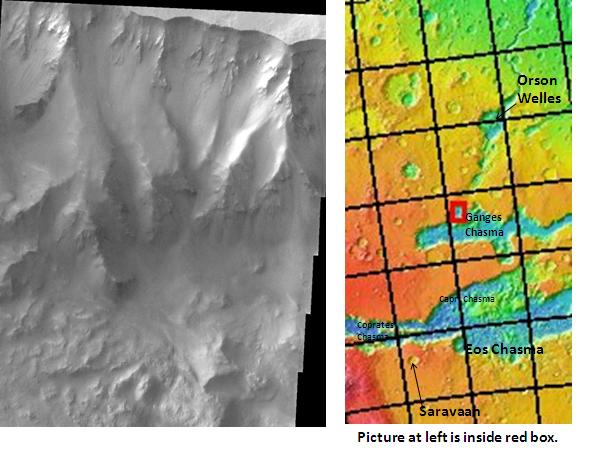
热辐射成像系统显示的恒河峡谷北侧峭壁，单击图像可查看与科普剌塔斯区中其他特征的关系。
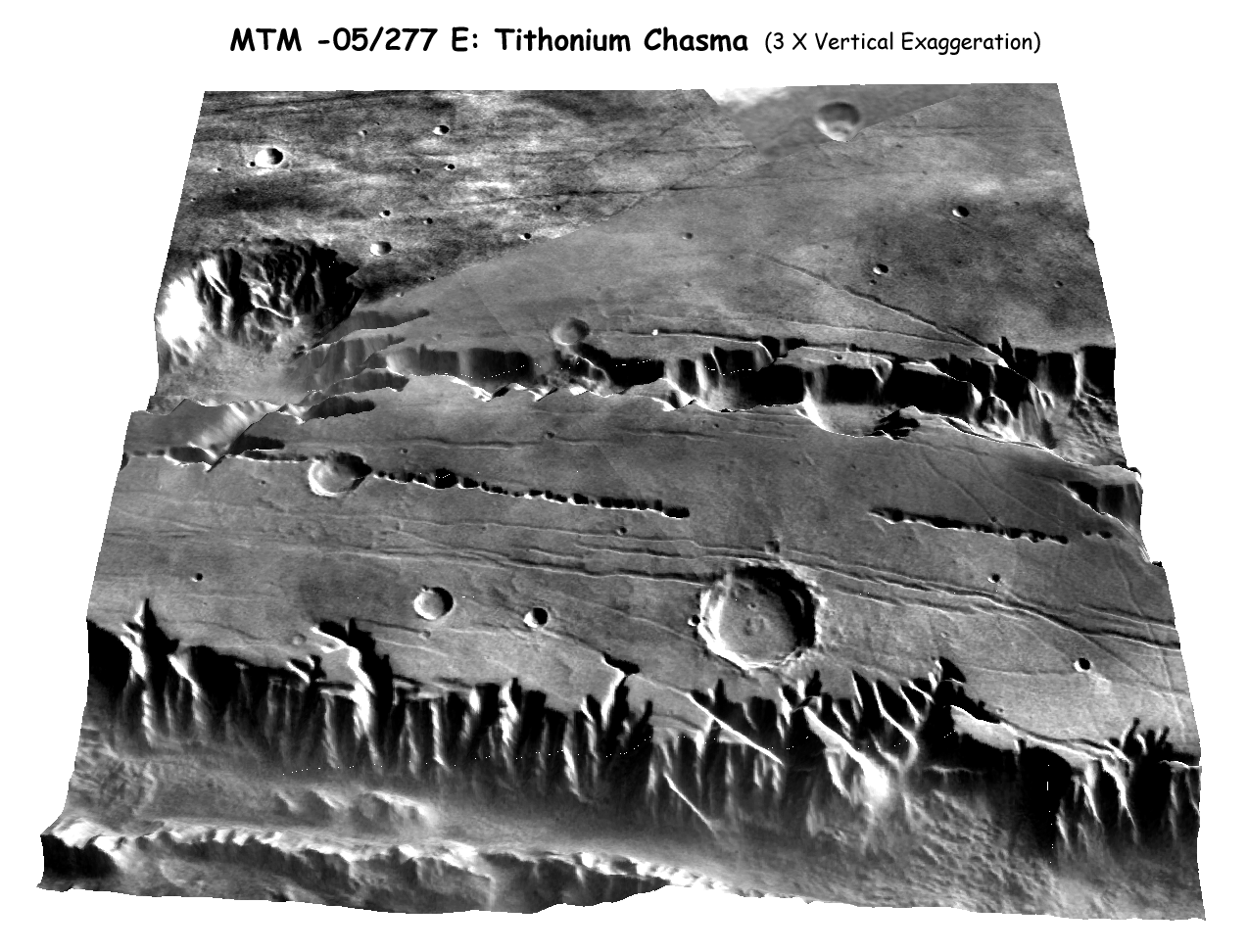
提托诺斯峽谷三维图。
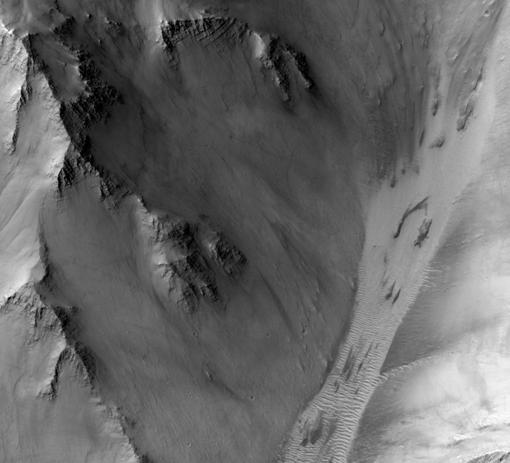
高分辨率成像科学设备显示的伊乌斯峡谷，点击图片可查看岩层。
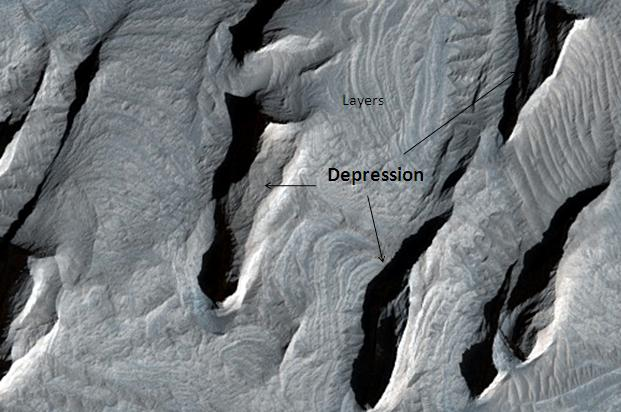
高分辨率成像科学设备显示的提托诺斯峽谷崖壁。
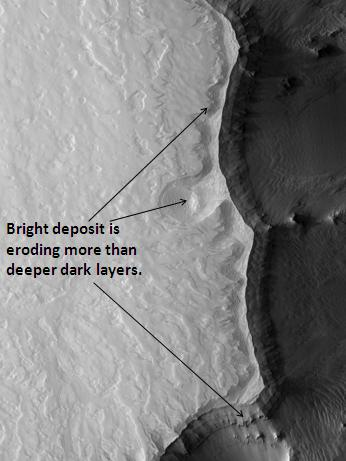
高分辨率成像科学设备显示的恒河峡谷岩层。

## 另请查看
- 火星地质